# Sudoeste/Octogonal
Sudoeste/Octogonal est une région administrative du District fédéral au Brésil.